# Col de Saucède
Le col de Saucède est un col de montagne pédestre des Pyrénées à 1 525 mètres d'altitude, dans le Lavedan, dans le département français des Hautes-Pyrénées en Occitanie.
Il relie la vallée de l'Ouzom, à l'ouest, à la vallée d'Arrens.

## Toponymie
En occitan, saucède signifie « saule ».

## Géographie
Le col de Saucède est situé en limite des communes d'Arbéost à l'ouest et d'Arrens-Marsous à l'est, entre le col du Soulor (1 471 m) au nord-est et le sommet Las Touergues (2 538 m) au sud sur la crête de Barbat, il est situé sur le GR10 et le GR101 y aboutit.

## Protection environnementale
Le col fait partie d'une zone naturelle protégée, classée ZNIEFF de type 1.

## Voies d'accès
Le versant ouest est accessible depuis le col d'Aubisque, par le sentier du cirque du Litor et depuis le  col du Soulor au nord ; sur le versant est, depuis Arrens-Marsous par le sentier au départ de la chapelle Notre-Dame de Pouey-Laün.